# Galeodes chitralensis
Espèce
Galeodes chitralensis est une espèce de solifuges de la famille des Galeodidae.

## Distribution
Cette espèce est endémique du Pakistan. Elle se rencontre vers Chitral.

## Description
Le mâle holotype mesure 24,5 mm.
Les mâles mesurent de 24 à 26 mm.

## Étymologie
Son nom d'espèce, composé de chitral et du suffixe latin -ensis, « qui vit dans, qui habite », lui a été donné en référence au lieu de sa découverte, Chitral.

## Publication originale
- Hirst, 1908 : On some Oriental Solifugae, with descriptions of new forms. Records of the Indian Museum, vol. 2, no 3, p. 241-247 (texte intégral).